# Hugo Köcke
Hugo Köcke (* 16. April 1874 in Berlin; † 3. März 1956 in Westerland/Sylt) war ein deutscher Maler und Grafiker.

## Leben und Werk
Köcke wurde als Sohn eines Lokomotivführers geboren und war der ältere Bruder von Max Köcke-Wichmann. Er war Schüler der Unterrichtsanstalt des Kunstgewerbemuseums und der Hochschule für Bildende Künste in Berlin.  Seit 1893 beschickte er regelmäßig die Große Berliner Kunstausstellung mit Landschaften, Porträts und Genrebildern. Nach Ende des Ersten Weltkriegs kam er 1918 nach Sylt, wo er zahlreiche Bildmotive fand. 1921 heiratete er die Sylterin Cornelia Claasen und ließ sich endgültig auf der Insel nieder, blieb aber Mitglied des Vereins Berliner Künstler.
Bekannt geworden ist Köcke vor allem wegen seiner Sylter Landschaften, die er bevorzugt in Ölmalerei ausführte. Seine Motive zeigen das noch wenig besiedelte Sylt, bevor es durch den Bau des Hindenburgdamms touristisch erschlossen wurde. 1927 malte er die zu der Zeit in Westerland lebende Schriftstellerin Margarete Boie in Friesentracht. Zu seinen Arbeiten gehören aber auch Theaterstücke.
Bekannt wurde er auch als Lithograf durch Entwürfe für die Hamburg-Amerikanische Paketfahrt-Aktiengesellschaft (Hapag), für die er von ca. 1920 bis 1930 tätig war.
Sein Grab wird heute noch auf dem Friedhof der Kirche St. Niels auf Sylt gepflegt. Der Hugo-Köcke-Weg in Westerland/Sylt ist nach ihm benannt. Gelegentlich werden Arbeiten des Künstlers im Auktionshandel angeboten.

## Ausstellungen (Auswahl)
- 2003: Neuerwerbungen und Bilder aus dem Bestand des Söl'ring Foriining, mit Albert Aereboe, Andreas Dirks, Otto Eglau, Carl Christian Feddersen, C. P. Hansen, Richard Kaiser, Franz Korwan, Ingo Kühl, Walther Kunau, Dieter Röttger, Siegward Sprotte, Helene Varges, Magnus Weidemann u. a., Sylter Heimatmuseum, Keitum/Sylt
- 1980: Gedächtnisausstellung in Westerland/Sylt
- 1931: Einzelausstellung in Schleswig
- 1930: Große Berliner Kunstausstellung im Schloss Bellevue
- 1919: Kunstausstellung Berlin im Landesausstellungsgebäude
- 1914: Münchener Jahresausstellung der Münchener Künstlergenossenschaft im Königlichen Glaspalast
- 1893: Große Berliner Kunstausstellung, Berlin, Düsseldorf